# Linet (Sängerin)
Linet Menaşi (hebräisch לינט מנשה; * 5. März 1975 in Tel Aviv-Jaffa, Israel als Linet Mor Menashe) ist eine türkisch-israelische Sängerin.

## Leben
Linet Menaşi ist in Israel geboren und aufgewachsen. Ihre Mutter ist Leyla Özgecan (Leya Bonana – לילה) aus Bursa, eine der bedeutendsten türkischen Kunstmusikerinnen der damaligen Zeit.
Ihr Vater Şumuel Menaşi ist ein sephardischer Jude aus Istanbul. Linet hat zwei Schwestern. Trotz Berichten, dass sie drei Monate lang in der israelischen Armee gedient hatte,
erklärte Linet im Jahr 2021, dass sie den Militärdienst vermieden habe, woraufhin sie in der Türkei ansässig wurde.

## Karriere
Linet begann im Alter von fünf Jahren gemeinsam mit ihrer Mutter bei Veranstaltungen zu singen. Ihre erste Single veröffentlichte sie im Alter von 16 Jahren.
Im Jahr 1993 nahm sie an der israelischen Vorentscheidung Kdam Eurovision zum Eurovision Song Contest 1993 mit dem Song Aniana teil.
Ihr erstes türkisches Album veröffentlichte sie im Jahr 1995. Linet lernte Orhan Gencebay im Alter von 17 Jahren kennen und veröffentlichte ein Album mit Gencebays Liedern. Mit diesem Album erhielt sie zwei Goldzertifizierungen.
Ende 2021 nahm sie bei The X Factor Israel teil, der als Vorentscheid für den israelischen Beitrag zum Eurovision Song Contest 2022 gilt.

## Diskografie

### Alben
| Türkischsprachig - 1995: Linet - 1997: Linet'in Müzik Kutusu - 1999: Ölümsüz Aşk - 2009: Paylaşmak İstiyorum - 2012: Yorum Farkı (Konzeptalbum) - 2015: Yorum Farkı II (Konzeptalbum) - 2018: Bilir Misin? | Hebräischsprachig - 1990: Birlikte Söyleyelim / שירו איתנו - 1991: Para Para / כסף הכסף - 1992: Hayatın Çiçeği, Anne / פרח החיים, אמא - 1993: Et Libi Koveş / את ליבי כובש - 2003: אישה אחרת / Different Woman - 2004: Layla |

### Live-Alben
- 2025: İstanbul'un Kraliçesi (Live) / המלכה מאיסטנבול

### EPs
- 2011: Kalbimin Sahibi Sen
- 2023: שמש בודדה / Yalnız Güneş
- 2025: Anlat

### Singles
| - 1993: Aniana - 1995: Çocuksun Sen Daha - 1995: Sustum - 1997: Çaresizim - 1997: Kaderimin Oyunu - 1999: Şeytan Diyor Ki - 1999: Ölümsüz Aşk - 1999: Son Fasıl - 2008: Akşam Oldu - 2009: Kim Özler - 2009: O Kim Oluyor - 2009: Aşk Ordusu - 2009: Aslan Gibi - 2009: Derbeder - 2011: Sözümden Dönmem - 2011: Sürünüyorum - 2011: Seni Benden Çaldılar (mit Tamer Alcan) - 2012: Şu Saniye - 2012: Adını Sen Koy - 2012: Resim - 2012: Eylül Akşamı - 2015: İncir - 2015: Geçer | - 2015: Aman Aman - 2016: Sevda Değil - 2016: Hatıram Olsun - 2017: Chandelier (mit Dolapdere Big Gang) - 2018: Sevgilim Yeminliyim - 2018: Kandıra Kandıra - 2018: Hikaye - 2018: İhtimal - 2020: Yatsın Yanıma - 2021: חומות חימר / Yalnız Değilsin - 2022: Günaydin (mit Vivo) - 2022: Ne Ağladım - 2022: Falan Filan (mit Offer Nissim) - 2022: סופים מאושרים / Mutlu Sonlar - 2022: תשמור לי גם עליך / Kendine Iyi Davran - 2023: שני ילדים / İki Çocuk - 2023: תסתכלו עליי / Beni Seyredin - 2023: Sevme - 2024: Gel Kıyma - 2024: Al Gece Yarılarımı Benden - 2024: İçim Yanar Tenim Üşür - 2024: Dön - 2025: Yasaklamadım Mı |

### Gastauftritte
- 2015: Hayat İki Bilet (von Deniz Seki – im Musikvideo)

## Filmografie
Serien
- 2016: Kırgın Çiçekler (Gastauftritt)

## Auszeichnungen
- 2013: 12. Magazinci.com Internet Media Awards (Die Besten)
- 2015: Bester Künstler der türkischen Musik (Goldenes Mikrofon)
- 2016: MGD 22. Golden Objective Awards für Bestes Album (Yorum Farkı II)
- 2016: 7. Quality of Magazine Awards (Beste Sängerin)